# Газ Метан (стадіон)
Муніципальний стадіон «Газ Метан» (рум. Stadionul Municipal Gaz Metan) — багатофункціональний стадіон у місті Медіаш, Румунія, домашня арена ФК «Газ Метан».

## Історія
Стадіон відкритий у 1945 році на стадії добудови. Повністю добудований протягом 1950-х років. У 1986 році облаштовано підтрибунні приміщення, споруджено плавальний басейн та готель. 1999 року здійснено реконструкцію, у ході якої зменшено площу бігових доріжок, а основну трибуну розширено ближче до поля. Протягом 2006—2007 років реконструйовано основну трибуну, облаштовано тренажерний зал та модернізовано басейн. У 2009 році встановлено сучасну систему освітлення. У ході реконструкції 2010 року розширено дві трибуни, в результаті чого потужність арени збільшено до 8 500 глядачів. Оновлено газон, встановлено системи обігріву поля та дренажу.

## Назва
Назва арени походить від назви футбольного клубу, який є її оператором. Власником як клубу, так і стадіону є румунська газовидобувна компанія «Transgaz», що і визначило специфіку їх назв.